# 3千年紀
3千年紀（さんぜんねんき）は、西暦紀元による3番目の千年紀（ミレニアム）である。西暦1年から定義通りに千年単位で区切っていく場合、西暦2001年から西暦3000年（21世紀から30世紀）に当たる。

## 予測
- 2640年 - 2001年9月5日から始まったジョン・ケージ・オルガン・プロジェクトによる『Organ²/ASLSP』の演奏が完了予定。
- 2865年12月29日 - 海王星において水星の太陽面通過と金星の太陽面通過が同時に起こる。太陽系で次回起こる惑星の同時太陽面通過。前回は1586年4月27日に土星において発生した。
- 2880年3月16日 - (29075) 1950 DAが地球に衝突する可能性がある。
- 2999年12月31日 - 2000年1月1日から始まった『ロングプレイヤー』の演奏が完了予定。